# Vesterende Ballum
Vesterende Ballum er den nordligste af de syv Ballum-landsbyer, med i alt ca. 800 indbyggere, ved Vadehavet i den vestlige del af Sønderjylland, beliggende i Ballum Sogn. Lokaliteten ligger i Tønder Kommune og tilhører Region Syddanmark. Nabobyerne er foruden de seks andre Ballum-landsbyer Skast, Hjerpsted og Randerup. Vesterende Ballum ligger, hvor den nordlige kant af Hjerpsted Bakkeø møder Ballummarsken, og er en slynget vejby, hvor den ældre gård og husbebyggelse ligger langs et slynget og terrænbestemt vejforløb, der er tilpasset stigninger og lavninger i terrænet.
Mod syd og vest ses overgangen mellem det dyrkede land omkring byen og den fine bebyggelse, der omslutter Ballum Kirke, hvor de velbevarede småhuse ligger tæt op af eller udgør en del af kirkegårdsdiget med den gamle præstegård nord for kirken. Den ældre gård- og husbebyggelse rummer store kulturhistoriske og arkitektoniske kvaliteter og strukturelt udgør landsbyen en sjælden velbevaret helhed. Det fredede tinghus syd for kirken var oprindelig opført som tinghus for Lø Herred, der rummede celler til to arrestanter og bolig for en arrestforvarer. I 1826 blev bygningen indrettet til skole af Otto Didrik lensgreve von Schack. Fra 1959 fungerede bygningen som missionshus. I nutiden er den i privateje.

## Kendte personer
- Jens Rosendal (1932-2023), højskolelærer og salmedigter

## Galleri
- Landsbyen set fra Ballum-Astrup-diget
- Tinghuset
- Vestkystruten passerer gennem landsbyen
- Gadeskilt ved kysten